# Competencia (organización)
Una competencia (en el sentido técnico del capital humano organizativo) es un conjunto de atributos que una persona posee y le permiten desarrollar acción efectiva en determinado ámbito. Conjunto de conocimientos y habilidades que ayudan a responder de manera satisfactoria una tarea o actividad para las cuales una persona ha sido capacitada y así lograr hacer las cosas bien desde la primera vez, se entiende como una interacción armoniosa de las habilidades, conocimientos, valores, motivaciones, rasgos de personalidad y aptitudes propias de cada persona.
La competencia se puede ver de tres formas:
- Habilidades
- Conocimientos
- Actitudes

Cuando una persona implementa estas tres cualidades para realizar alguna actividad lograra hacerlo satisfactoriamente, ya que la competencia laboral te prepara para enfrentar diversas tareas en específico.  
La selección por competencias del ser, saber y del saber hacer definen aspectos fundamentales en términos de valores, conocimientos y motivación del candidato para un determinado cargo siendo diferenciadores de acuerdo al nivel jerárquico al que se aspira y aportando significativamente desde los resultados arrojados a elegir el mejor.
Se busca elegir los seres humanos idóneos que no solo se ajusten a la organización, sino que esta se ajuste a ellos, que se alinee a su proyecto de vida, a sus expectativas personales y les permita crecer laboral y personalmente, disminuyendo con ello las dificultades analizadas por Elton Mayo en términos de rotación, ausentismo y productividad. Bustamante, R. (2006) afirma que uno de los objetivos de la Gestión Humana es proporcionar a la organización las personas idóneas para el logro de los objetivos organizacionales acorde con las competencias comportamentales y funcionales que el empleo requiere. Este objetivo busca garantizar que el proceso de ingreso realice su función de asegurar la calidad del Talento Humano, para ello como una de las estrategias, se debe contar con técnicas e instrumentos de reconocida confiabilidad y validez para realizar los procesos de selección.
Las competencias como conjuntos de atributos son propias de los inicios de este enfoque. Hoy día se tienen concepciones más integrales y transformadoras de las competencias. Una de las propuestas es la del enfoque socio formativo, que plantea que una competencia es una actuación integral para identificar, interpretar, argumentar y resolver problemas del contexto con idoneidad y compromiso ético, articulando el saber ser, el saber hacer y el saber conocer (García Fraile et al, 2009; Tobón, 2010).

## Las competencias en las organizaciones
Dentro de las organizaciones, las competencias son utilizadas para potencializar el capital humano en pos de los objetivos del puesto, área y organización; como también desarrollar al ser humano. 
Las competencias son el mejor modelo es el de los niveles de dominio, que consiste en abordar las competencias por niveles, de acuerdo con los procesos organizacionales más que con los puestos, para lo cual se tienen cuatro niveles: nivel inicial - receptivo, nivel básico, nivel autónomo y nivel estratégico.
Una competencia tiene que ver con un nivel de exigencia profesional o laboral que la valida como tal. y como este nivel de exigencia esta en continuo cambio, la naturaleza misma de la competencia varía y se ajusta a ese patrón de exigencia (productividad).
Las competencias laborales tienen que ver con la capacidad, habilidades laborales, conocimientos y aptitudes en el profesional que le permiten asumir los retos y contingencias que pueda traer su puesto de trabajo de una mejor manera.
Una empresa realmente exitosa está compuesta por profesionales capaces que den un valor agregado a la organización más allá de sus habilidades laborales básicas, sobre todo en aquellos puestos gerenciales o con mayor jerarquía. Cada día, son más las compañías que evalúan a su personal de acuerdo a las competencias mencionadas en su perfil profesional.
De igual forma hay diversos tipos de competencia laboral que son implementadas día a día:
1. Competencia Básica: Es aquella que se adquiere a una edad temprana y está relacionada con el pensamiento lógico-matemático y la comunicación; siendo esto muy esencial para que la persona tenga un aprendizaje constante y así desenvolverse en distintas tareas
2. Competencia Conductual: Esta permite determinar las metas y prioridades de una actividad considerando tiempos y los recursos requeridos.
3. Competencia Funcional: Se refiere a los conocimientos teóricos y técnicos necesarios para desarrollar una determinada función o tarea.

La competencia laboral tiene una importancia muy específica dentro del ámbito laboral, ya que esta tiene por objetivo hacer crecer no solo ala empresa si no a su personal, teniéndolos en un constante aprendizaje para que puedan desarrollar sus actitudes y aptitudes al máximo y así llegar a la meta y objetivo deseados tanto dentro de la empresa como a nivel personal por cada uno de los empleados que en ella laboren.

## Competencia profesional
Las competencias se pueden dividir en dos tipos: competencias generales, independientes del campo de investigación en principio, y competencias específicas en cada área temática. La competencia generalmente se adquiere en diferentes unidades de aprendizaje, por lo que puede no estar relacionada con una sola unidad. Sin embargo, es muy importante determinar en qué unidad se enseñan las diversas habilidades para asegurar una evaluación eficaz y de calidad. 
La competencia  y los resultados del aprendizaje permiten flexibilidad y autonomía en la construcción del currículo y, al mismo tiempo, sirven como base para el desarrollo de indicadores de nivel internacionalmente comprensibles.
Según Bunk (1994), las competencias profesionales son un conjunto de conocimientos destrezas y aptitudes que se necesitan al ejercer una profesión, resolver problemas de la misma profesión autónoma y flexiblemente, así como, tener la capacidad de asistir en el contexto profesional y en la organización del trabajo. Además, considera una tipología de las competencias profesionales entre ellas; competencia técnica, metodológica, social y competitiva en donde cada una  tiene una especificación.
Ser un profesional se tiene que toma en cuenta que existen retos de los cuales se tiene uno que  enfrentar conforme se vaya  presentando en la vida por lo que además de que se debe  demostrar que somos personas capaces de todo los aprendizajes obtenidos de que podemos ser mejores de tomar decisiones que conlleve a estrategias con base en los valores que tenemos como persona al ser honesto y coherente. 